# Aurlus Mabélé
Aurlus Mabélé (26 de outubro de 1953 — 19 de março de 2020) foi um cantor e compositor congolês. Ele era notável como o "rei do Soukous".

## Biografia
Aurlus Mabélé nasceu em Brazzaville, seu nome verdadeiro era Aurélien Miatsonama. Em 1974, criou a banda "Les Ndimbola Lokole", com Jean Baron, Pedro Wapechkado e Mav Cacharel.
Durante o surto de coronavírus de 2019-20 na França, contraiu COVID-19. Em 19 de março, morreu da infecção em Paris, aos 67 anos.